# Emoia loyaltiensis
Emoia loyaltiensis är en ödleart som beskrevs av  Roux 1913. Emoia loyaltiensis ingår i släktet Emoia och familjen skinkar. IUCN kategoriserar arten globalt som sårbar. Inga underarter finns listade i Catalogue of Life.